# Jihoatlantská oblast

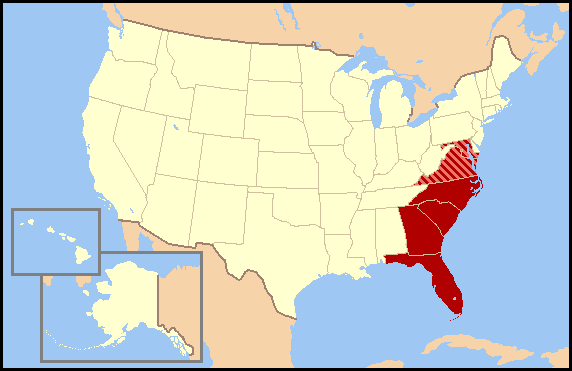
Poloha

Jihoatlantská oblast (South Atlantic States) je jedna z devíti oblastí USA, které definuje Americký úřad pro sčítání lidu.
Patří sem 8 států, Delaware, Florida, Georgie, Maryland, Severní Karolína, Jižní Karolína, Virginie, Západní Virginie, a District of Columbia. Spolu s East South Central States (Alabama, Kentucky, Mississippi a Tennessee) a West South Central States (Arkansas, Louisiana, Oklahoma a Texas) tvoří South Atlantic States širší jižní region USA.